# Tidningen Kulturen
Tidningen Kulturen var en kulturtidskrift som grundades 2006 och utges av h:ström - Text & Kultur. I mars 2021 meddelade redaktionen att "Tidningen Kulturens låga har slocknat".

## Historik
Kulturen startades av Guido Zeccola som webbtidning den 1 september 2006, efter att Zeccola lämnat sin post som kulturredaktör på Fria Tidningar. I början av 2007 utkom det första tryckta numret, och tidningen utkom både som veckotidning och månadstidning fram till maj 2008. Därefter utgavs den endast på Internet, med vissa valda texter i tryckta antologier. 2018 påbörjades en tryckt utgivning igen, med fyra nummer per år. Utöver en omfattande recensionsbevakning av främst litteratur och film fanns essä-, porträtt- och reportageavdelningar. Även vissa skönlitterära publiceringar har getts utrymme, med nyskrivna dikter och noveller av författare.
Kulturen hade ingen uttalad politisk ståndpunkt, men såg sig som allmänt radikal. Såväl anarkistiska som radikalkonservativa skribenter gavs utrymme. Kulturen sade sig också vilja verka för en geografisk spridning över hela Sverige av skribenter och ämnen, så att inte bara storstadsregionerna syntes i tidningen.
Chefredaktör 2006–2017 var Guido Zeccola. Första januari 2018 tog Per Nilsson, universitetslektor vid Konsthögskolan vid Umeå universitet samt författare och performancekonstnär, över redaktörskapet jämte Sebastian Andersson. Ansvarig utgivare och AD var Johan Hammarström. Ett flertal författare fanns bland de återkommande skribenterna: Vladimir Oravsky, Niclas Lundkvist, Nikanor Teratologen, Kajsa Ekis Ekman, Bo Cavefors, Stefan Hammarén, Stefan Whilde och Gregor Flakierski.